# Gaston Chevrolet
Gaston Chevrolet, švicarko-ameriški dirkač, * 26. oktober 1892, Beaune, Côte-d'Or, Francija, † 25. november 1920, Beverly Hills, Kalifornija, ZDA.
Chevrolet je nastopal v prvenstvu Ameriške avtomobilistične zveze (AAA), kjer je osvojil skupno štiri zmage. Dvakrat je nastopil na dirki Indianapolis 500, v letih 1919, ko je bil deseti, in 1920, ko je z zmago dosegel svoj največji uspeh kariere. Zmagal je z dirkalnikom lastnega podjetja Frontenac Motor Corporation.
Tudi njegova brata, Louis in Arthur, sta bila dirkača, z Arthurjem je sodeloval tudi v podjetju Frontenac Motor Corporation. Gaston Chevrolet se je le pol leta po svoji zmagi na dirki Indianapolis 500 smrtno ponesrečil na dirkališču Beverly Hills Speedway. 